# Kanton Neuves-Maisons
Neuves-Maisons is een kanton van het Franse departement Meurthe-et-Moselle. Het kanton maakt deel uit van het arrondissement Nancy.

## Geschiedenis
Op 22 maart 2015 werd het kanton uitgebreid met vijf gemeenten van drie kantons die op die dag opgeheven werden: Flavigny-sur-Moselle en Richardménil van het kanton Saint-Nicolas-de-Port, Frolois en Pulligny van het kanton Vézelise en Sexey-aux-Forges het kanton Toul-Sud. Het laatste kanton maakte deel uit van het arrondissement Toul. Op 1 januari 2023 werden de arrondissementsgrenzen in het departement aangepast waarmee Sexey-aux-Forges alsnog werd overgeheveld naar het arrondissement Nancy.

## Gemeenten
Het kanton Neuves-Maisons omvat de volgende gemeenten:
- Bainville-sur-Madon
- Chaligny
- Chavigny
- Flavigny-sur-Moselle
- Frolois
- Maizières
- Maron
- Méréville
- Messein
- Neuves-Maisons (hoofdplaats)
- Pont-Saint-Vincent
- Pulligny
- Richardménil
- Sexey-aux-Forges